# Юнссон, Эрьян
Э́рьян Ю́нссон (швед. Örjan Jonsson; род. 8 ноября 1969) — шведский кёрлингист
В составе мужской сборной команды Швеции участник двух чемпионатов мира (в 1994 серебряные призёры) и двух чемпионатов Европы (в 1996 серебряные призёры). Двукратный чемпион Швеции среди мужчин.
Играл на позициях второго и третьего.

## Достижения
- Чемпионат мира по кёрлингу среди мужчин: серебро (1994).
- Чемпионат Европы по кёрлингу: серебро (1996).
- Чемпионат Швеции по кёрлингу среди мужчин: золото (1993, 1996).
- Чемпионат Швеции по кёрлингу среди юниоров: золото (1987, 1991).

## Команды
| Сезон   | Четвёртый          | Третий        | Второй           | Первый        | Запасной                               | Турниры                       |
| ------- | ------------------ | ------------- | ---------------- | ------------- | -------------------------------------- | ----------------------------- |
| 1986—87 | Томас Нурдин       | Эрьян Юнссон  | Glenn Haglund    | Stefan Timan  |                                        | ЧШЮ 1987 · ЧМЮ 1987 (7 место) |
| 1990—91 | Томас Нурдин       | Эрьян Юнссон  | Stefan Timan     | Jan Wallin    | Пейя Линдхольм                         | ЧШЮ 1991 · ЧМЮ 1991 (7 место) |
| 1992—93 | Пейя Линдхольм     | Томас Нурдин  | Магнус Свартлинг | Петер Наруп   | Эрьян Юнссон                           | ЧШМ 1993 · ЧМ 1993 (6 место)  |
| 1993—94 | Пейя Линдхольм     | Томас Нурдин  | Магнус Свартлинг | Петер Наруп   | Эрьян Юнссон                           | ЧЕ 1993 (5 место)             |
| 1993—94 | Ян-Улов Нессен     | Андерс Лёф    | Микаэль Юнгберг  | Лейф Сеттер   | Эрьян Юнссон                           | ЧМ 1994                       |
| 1995—96 | Ларс-Оке Нурдстрём | Ян Страндлунд | Эрьян Юнссон     | Owe Ljungdahl |                                        | ЧШМ 1996                      |
| 1996—97 | Ларс-Оке Нурдстрём | Ян Страндлунд | Эрьян Юнссон     | Owe Ljungdahl | Ханс Нурдин тренер: Стефан Хассельборг | ЧЕ 1996                       |
| 2001—02 | Bosse Sjölund      | Jan Wallin    | Андерс Лёф       | Эрьян Юнссон  |                                        |                               |
| 2003—04 | Эрьян Юнссон       | Per Granqvist | Jan Wallin       | Flemming Patz |                                        |                               |

(скипы выделены полужирным шрифтом)